# Les Rescapés du Télémaque
Les Rescapés du Télémaque est un roman policier de Georges Simenon, paru en 1938.

## Résumé
Pierre et Charles Canut sont les fils d'un marin décédé en 1906 au cours du naufrage du « Télémaque » au large de Rio de Janeiro. Ce marin a été retrouvé dans un canot de sauvetage avec quatre autres rescapés qu'on soupçonne de n'avoir survécu que par un acte de vampirisme dont la trace subsistait sur leur compagnon mort. Sa femme a sombré dans une demi-folie.   
À Fécamp, parmi les marins et les pêcheurs, Pierre jouit de l'estime générale. Charles, de son côté, est le « cerveau » de la famille : c'est lui qui a aidé Pierre à devenir officier de marine, tout en restant lui-même dans l'ombre, comme s'il n'existait qu'en fonction de son frère. 
Émile Février, le dernier en vie des rescapés du « Télémaque », est trouvé un jour égorgé chez lui. Divers indices permettent d'inculper Pierre Canut qui, incarcéré à Rouen, nie, mais se défend mal. Son frère décide alors, avec les faibles moyens dont il dispose, de retrouver seul l'assassin. Ses soupçons se portent tout d'abord sur Gaston Paumelle, puis il comprend peu à peu que l'auteur du meurtre est Emma, la cabaretière, maîtresse de Paumelle. Celle-ci espérait se faire épouser par Février, son amant occasionnel, pour posséder sa villa ; quand il a été question que Février quitte le pays, elle l'a tué pour lui voler son argent. Charles prend en filature Emma qui veut gagner l'Angleterre : il l'empêche de se suicider au moment où elle se voit découverte, car la justice vient d'identifier la coupable grâce aux aveux de Paumelle. Quand Charles revient à Fécamp, il croit pouvoir annoncer, preuves à l'appui, l'innocence de son frère. Mais Pierre, déjà sorti de prison, est fêté par tous. 
Et la vie reprend son cours avec Pierre en avant et Charles en retrait. Comme autrefois.

## Aspects particuliers du roman
Le récit, qui débute à l’arrestation de Pierre, évoque par allusions successives le drame du « Télémaque » dont les conséquences lointaines forment la trame du roman.  

## Fiche signalétique de l'ouvrage

### Cadre spatio-temporel

#### Espace
Fécamp, Rouen, Le Havre.

#### Temps
Époque contemporaine.

### Les personnages

#### Personnage principal
Charles Canut. Employé du chemin de fer. Célibataire. 33 ans.

#### Autres personnages
- Pierre Canut, frère jumeau de Charles, capitaine d’un chalutier
- Laurence Canut, mère de Charles et de Pierre
- Emma, Flamande, tenancière de bar, environ 45 ans
- Gaston Paumelle, jeune dévoyé dont le père a été l’un des rescapés du « Télémaque », 20 ans
- Emile Février, ancien marin, rescapé du « Télémaque », 66 ans
- Babette, fiancée de Charles Canut, serveuse de café.

## Éditions
- Prépublication en feuilleton dans le quotidien Le Petit Parisien, du 15 juin au 24 juillet 1937
- Édition originale : Gallimard, 1938
- Tout Simenon, tome 20, Omnibus, 2003  (ISBN 978-2-258-06105-7)
- Folio Policier, n° 478, 2007  (ISBN 978-2-07-034648-6)
- Romans durs, tome 3, Omnibus, 2012  (ISBN 978-2-258-09357-7)
- Romans durs, tome 3, Omnibus, 2023  (ISBN 978-2-258-20260-3)

## Adaptations
- 1966 : The Survivors, épisode 9 de la série télévisée britannique Thirteen Against Fate réalisé par Rudolph Cartier, adaptation du roman Les Rescapés du Télémaque

## Source
- Maurice Piron, Michel Lemoine, L'Univers de Simenon, guide des romans et nouvelles (1931-1972) de Georges Simenon, Presses de la Cité, 1983, p. 70-71  (ISBN 978-2-258-01152-6)